# Puck!
Puck! è una rivista di fumetti fondata nel 2001 dall'artista underground milanese Ivan Manuppelli con Igor Mangano ed Emanuele Fossati.

## Autori pubblicati
Caratteristica peculiare di Puck! è la grande eterogeneità, sia di stili che di autori. Si spazia infatti da fumettisti esordienti o semisconosciuti a grandi nomi del panorama italiano ed internazionale. In alcuni casi le storie sono disegnate a più mani, affidando ogni pagina ad un autore differente, o facendo realizzare la stessa da più disegnatori, fondendo stili, a volte molto diversi tra loro, di artisti che spesso non si sono mai neppure incontrati.
Fra i numerosi collaboratori che si sono succeduti nel corso degli anni figurano artisti come Bruno Bozzetto, Osvaldo Cavandoli, Carlo Peroni (Perogatt), Paolo Bacilieri, Maurizio Rosenzweig, Hunt Emerson, Mike Diana, Luigi Corteggi, Sergio Ponchione, Alberto Ponticelli, Pat Moriarity, Massimo Semerano, David Vecchiato, Stefano Zattera, Bill Wray, Fernando Caretta, Robert Armstrong, Niccolò Storai, Giuliano Aloisi, Massimo Cavezzali, Geremia Moscatelli, Danilo Loizedda, Alessio Spataro, Davide Boldrini, Tino Adamo, Roberto Mangosi, Giuseppe Palumbo, Stefano Obino, Piero Tonin, Squaz, Massimo Giacon, alcuni autori de L'antitempo (Vito Manolo Roma, Andrea Coccia e Rastabbello) e gli stessi Manuppelli (sotto lo pseudonimo di Hurricane Ivan) e Fossati.
Hanno collaborato con la rivista anche alcuni artisti non direttamente legati al mondo del fumetto, come il cantastorie siciliano Franco Trincale, l'artista di strada Filippo Auti e il burattinaio argentino Adrian Bandirali.

## Storia
Nel 2009 la rivista cambia nome e diventa PUCK!. La presentazione ufficiale della nuova testata avviene il 7 marzo a Bilbolbul, il Festival Internazionale del Fumetto di Bologna. Pezzo forte del primo numero, un fumetto dedicato a Osvaldo Cavandoli e alla sua Linea disegnato da 30 autori italiani: Bruno Bozzetto, Carlo Peroni, Piero Tonin, Silver, Gino Gavioli, Leo Ortolani, Franco Origone, Joshua Held, Sandro Dossi, Giorgio Rebuffi, Alberico Motta, Athos Careghi, Giuseppe Festino, Carlo Squillante, Hurricane Ivan, Emanuele Fossati, Roberto Mangosi, Laca, Andrea Valente, Nedo Zanotti, Athos Careghi, Sergio Ponchione, Danilo Loizedda, Francesco Natali, Lucio Tomaz, Mauro Gariglio, Fernando Caretta, Silvio Camboni, Maurizio Ercole, Claudio Acciari.
Nel novembre 2012, in occasione di Lucca Comics & Games, viene presentato Puck Comic Party, numero speciale della rivista che ospita un fumetto collettivo di 87 pagine realizzato da oltre 172 autori di tutto il mondo. 
Gli artisti hanno lavorato alla stessa storia realizzando tre vignette ciascuno in totale autonomia creativa. Unica regola: riprendere la storia dal punto in cui la si era ricevuta dall'autore precedente, e consegnarla al successivo fornendo un'indicazione sullo sviluppo narrativo per la scena seguente.
Nel 2014, con una presentazione ufficiale alla Libreria Esoterica di Milano, si chiude definitivamente l'avventura editoriale di PUCK! con Apuckalypse, numero speciale pubblicato in italiano e in inglese che riunisce ben 115 autori provenienti da tutto il mondo.